# Imbrasia emini
Imbrasia emini är en fjärilsart som beskrevs av Butler 1888. Imbrasia emini ingår i släktet Imbrasia och familjen påfågelsspinnare. Inga underarter finns listade i Catalogue of Life.